# Коста, Энрико (политик)
Энрико Коста (итал. Enrico Costa; род. 29 ноября 1969, Кунео, Пьемонт) — итальянский политик, министр без портфеля по делам регионов и автономий (2016—2017).

## Биография
Родился 29 ноября 1969 года в Кунео. Получил высшее юридическое образование, занимался адвокатской практикой в юридической фирме в Мондови, с 1990 по 1999 год являлся членом коммунального совета Вилланова-Мондови. С 13 июня 2004 по 6 июня 2009 года состоял в коммунальном совете Изаски (избран по спискам партии «Вперёд, Италия»), с 29 мая 2000 по 16 мая 2006 года состоял в региональном совете Пьемонта (также во фракции «Вперёд, Италия»).

### Политическая карьера
Впервые избран в Палату депутатов в 2006 году по спискам партии «Вперёд, Италия», в 2008 и 2013 годах переизбран по спискам Народа свободы. Активно участвовал в проведении через парламент законопроекта министра юстиции Анджелино Альфано о приостановке юридических действий против лиц, занимающих четыре высших государственных должности Италии (на журналистском жаргоне закон получил наименование Lodo Alfano). В ноябре 2013 года вместе с другими сторонниками Альфано вступил после развала Народа свободы в Новый правый центр и до февраля 2014 года возглавлял фракцию новой партии в нижней палате парламента. Во вновь сформированном правительстве Ренци получил должность заместителя министра юстиции.
28 января 2016 года Коста получил назначение на должность министра без портфеля по делам регионов и автономий (в сферу его полномочий также включены вопросы семьи и проблем Юга Италии), которую в 1992 году в первом правительстве Амато занимал его отец — лидер Итальянской либеральной партии Раффаэле Коста.
29 января Энрико Коста принёс присягу в Квиринальском дворце и официально вступил в должность.
12 декабря 2016 года назначен министром без портфеля по делам регионов в сформированном после отставки Маттео Ренци правительстве Джентилони.
18 марта 2017 года в Риме состоялась национальная ассамблея новой партии «Народная альтернатива», которую возглавил бывший лидер НПЦ Анджелино Альфано, и Коста вместе с другими членами правительства Джентилони от этой структуры последовал за ним, оставшись на прежней должности в правительстве.
19 июля 2017 года ушёл в отставку с должности министра по делам регионов и заявил о намерении содействовать сплочению либералов в правоцентристском лагере.
13 декабря 2017 года в числе соратников Маурицио Лупи покинул «Народную альтернативу», примкнув к оппозиционным правительству Джентилони правоцентристам. 29 декабря 2017 года возглавляемый Лупи предвыборный список Noi con l’Italia (Мы с Италией) заключил соглашение с Союзом Центра, а 4 марта 2018 года это объединение пошло под названием Noi con l’Italia — UdC (Мы с Италией — СЦ) на очередные парламентские выборы в составе правоцентристской коалиции, но не получило ни одного места в парламенте.